# Gabunische Republikanische Garde
Die Gabunische Republikanische Garde (französisch Garde républicaine de gabonaises) ist eine unabhängige militärische Formation in der Gabunischen Republik, die für den Schutz von Regierungsbeamten und -gebäuden zuständig ist. Sie ist die stärkste Sicherheitseinheit in Gabun und für die Gewährleistung der inneren Sicherheit zuständig. Sie ist eine direkt unterstellte Einheit der Nationalen Gendarmerie.

## Beschreibung
Die Republikanische Garde war von 1960 bis 1995 als Präsidialgarde organisiert. Präsident Omar Bongo rekrutierte Mitglieder seiner eigenen ethnischen Gruppe für die Präsidentengarde. Die GR setzt täglich etwa 750 Personen für Sicherheitseinsätze und 150 für normale Einsätze ein. Seit dem Tod von Bongo im Juni 2009 hat die Republikanische Garde damit begonnen, an allen größeren Kreuzungen in Libreville und Bord de Mer regelmäßig Präsenz zu zeigen, wobei an den größeren Kreuzungen französische Berater anwesend sind. Sie steht in engem Kontakt mit der United States Africa Command East Africa Response Force.
Ende 2015 erwarb die Republikanische Garde eine Gulfstream G650 für den VIP-Transport.

### Putschversuch
Im Jahr 2019 stand die Republikanische Garde im Mittelpunkt eines Putschversuchs, mit dem die Regierung von Präsident Ali Bongo gestürzt werden sollte. Militäroffiziere unter der Führung von Leutnant Kelly Ondo Obiang verkündeten, dass sie Präsident Bongo gestürzt hatten. Sie setzte gepanzerte Fahrzeuge wie Nexter Aravis MRAPs in der gesamten Hauptstadt ein.
Der Putsch wurde um 10:30 Uhr niedergeschlagen, nachdem die Interventionsgruppe der Gendarmerie das Radio Télévision Gabonaise, das Hauptquartier der Putschisten, gestürmt hatte.

## Struktur
Die Republikanische Garde hat die folgende Struktur:
- Kabinett Com Chef
- Abteilung Verwaltungs- und Finanzdienstleistungen
- B1
- B3
- B4
- Generaldirektion für Sonderdienste
- Abteilung Logistik
- Autotechnischer Dienst
- Regelmäßiger Dienst
- Direktion für Militärische Gesundheit
- Interventionsgruppe „Fallschirm“
- Presidential Aerial Group
- Gepanzerte Interventionsgruppe
- Materialdienst
- Sektion Feuer
- Nautische Abteilung
- Schulungszentrum Libreville
- Signal Service
- 1. Kompanie
- 2. Kompanie
- 3. Kompanie
- 4. Kompanie
- Abordnung Franceville
- Abkommando Leconi
- Unternehmen Close Security
- Kaserne
- Militärkapelle
- Allgemeiner Korpsdienst
- Besonderer Reaktionsdienst

## Kommandeure
- Grégoire Kouna (bis 2020)
- Oberst Brice Clotaire Oligui Nguema (3. März 2020 – heute)[8]